# Кодима (станція)
Кодима́ — проміжна залізнична станція Одеської дирекції Одеської залізниці.
Розташована в місті Кодима Подільського району Одеської області на лінії Рудниця — Слобідка між станціями Попелюхи (19 км) та Абамеликове (17 км).
Станцію було відкрито 1870 року, під час прокладання Києво-Балтської залізниці. Електрифіковано станцію у складі лінії Жмеринка — Котовськ 1989 року. Збереглася стара вокзальна будівля.

## Пасажирське сполучення
Станція розташована на магістральній лінії Одеса — Жмеринка, тут зупиняється частина поїздів дальнього прямування.
З 23 вересня 2016 року запущено щоденний поїзд Київ — Ізмаїл, який значно дешевший за фірмові поїзди, які курсують до Одеси.

## Приміське сполучення
Курсує 4 пари приміських електроїздів сполученням Вапнярка-Одеса.
З 18 червня 2021 р призначено в порядку експерименту приміський електропоїзд сполученням Кодима-Вапнярка-Жмеринка-Вінниця-Козятин (формально три різних рейси, але виконуються без пересадки одним складом).